# 유다 지파

유다 지파의 지역이 그림 하단에 주황색으로 그려져있다.

유다 지파(히브리어: שֵׁבֶט יְהוּדָה)는 야곱의 아들 유다의 후손으로 이스라엘의 열두 지파 가운데 한 지파이다. '유다'는 '찬양하라'라는 의미이다. 다윗 왕조와 예수가 유다 지파였다고 전한다.

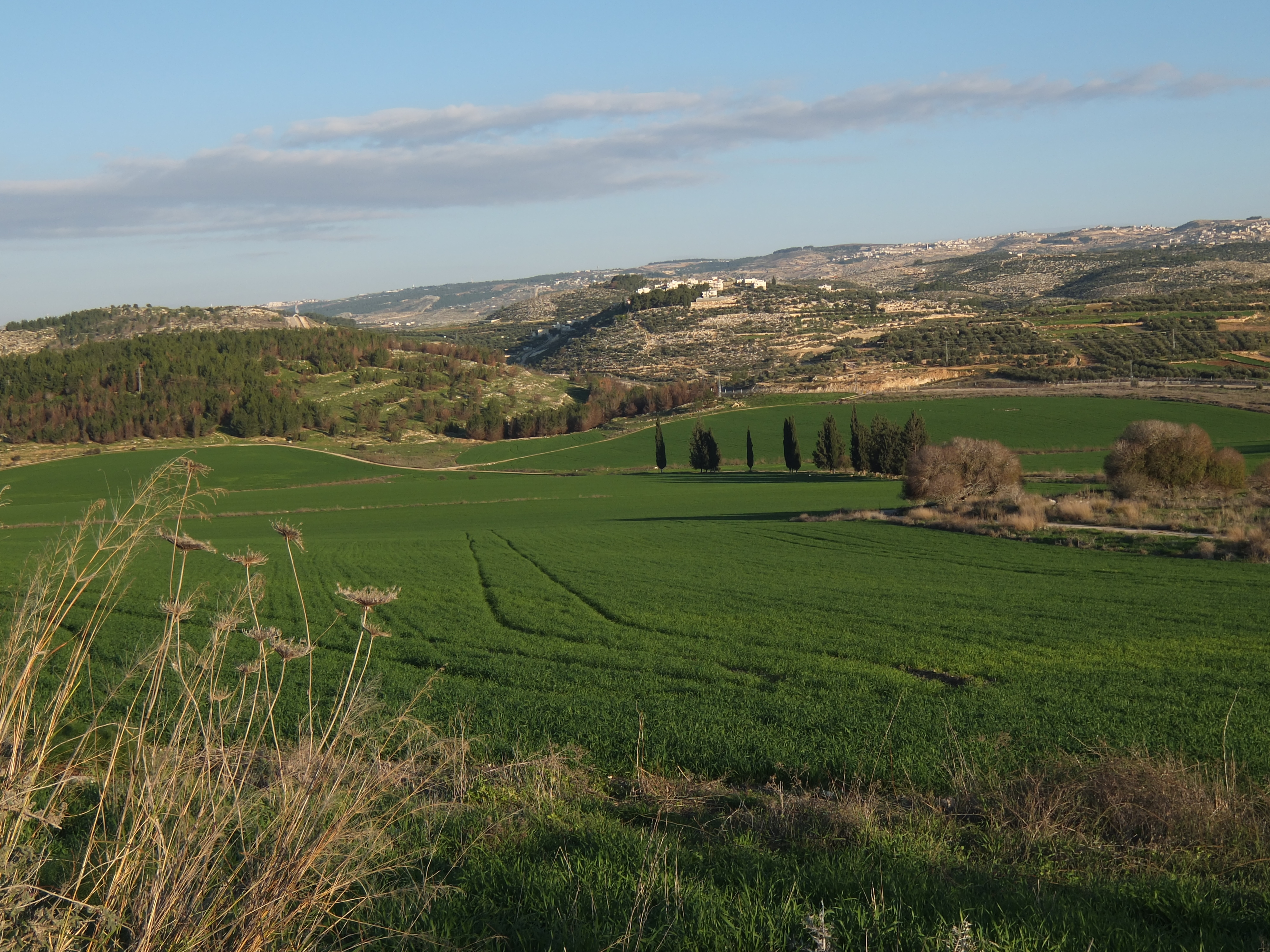
엘라 계곡, 유다 후손들이 살았던 지역

## 성경 기록
야곱의 넷째 아들인 유다의 세 아들과 두 손자에게서 나온 다섯 종족으로 구성된 지파이다. 이스라엘의 영적인 장자 지파인 유다 지파에서 유다 왕국의 왕들과 메시아 예수가 나왔다. 열두 지파 중에 인구가 가장 많았고, 가나안 정복 후 남방의 넓은 땅을 할당받았다(수 15:1-12). 유다 지파는 동쪽으로는 사해의 최남단에서부터 서쪽으로는 지중해까지, 그리고 남쪽은 가데스 바네아 지역과 이집트 시나이까지, 북쪽은 요단 하구에서 힌놈의 골짜기를 거쳐 지중해변의 얍느엘까지 이르는 영토를 차지했다. 유다의 남쪽 지역에 살고 있던 시므온 지파는(수 19:1-9) 유다 지파에 점차 동화되어 결국 자신들의 정체성을 잃어갔다. 그리고 이스라엘 왕국이 분열될 당시 유다 지파는 베냐민 지파와 함께 남왕국 유다를 건설하게 된다. 신약에서는 ‘유대 지파’(계 5:5)로도 표기된다.

## 같이 보기
- 이스라엘